# Carlo Ambrogio d'Austria-Este
Carlo Ambrogio Ferdinando Giuseppe Giovanni Battista d'Austria-Este (Milano, 2 novembre 1785 – Tata, 2 settembre 1809) è stato un arcivescovo cattolico italiano; fu primate d'Ungheria.

## Biografia

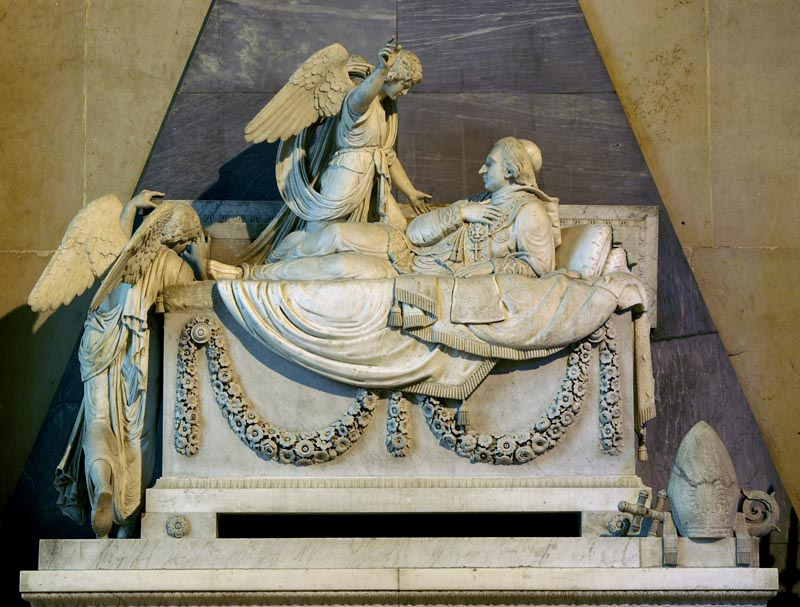
La tomba di Carlo Ambrogio d'Asburgo-Este, realizzata dallo scultore Giuseppe Pisani

Figlio dell'arciduca Ferdinando d'Asburgo-Lorena e della principessa Maria Beatrice d'Este, l'arciduca Carlo Ambrogio d'Asburgo-Este nacque a Milano il 2 novembre 1785, negli anni in cui suo padre esercitava in loco la funzione di Governatore del Ducato di Milano. Per rinsaldare i legami con il ducato di Milano, al giovane arciduca vennero imposti i nomi di Carlo e Ambrogio, i due santi patroni dell'arcidiocesi di Milano. Per parte di madre era inoltre nipote diretto di Ercole III d'Este, ultimo discendente in linea maschile dell'antica casata italiana degli Este, duchi di Modena e Reggio.
Destinato come ultrogenito alla carriera ecclesiastica, nel 1806 venne nominato amministratore apostolico (con funzione di Vescovo-Conte) della diocesi di Vác poiché non era ancora stato ordinato sacerdote, cosa che avvenne nel 1807, per poi venire nominato effettivamente alla propria cattedra episcopale. Nel 1808 passò alla carica di arcivescovo di Esztergom, ottenendo contestualmente il titolo di primate d'Ungheria da papa Pio VII.
Morì a Tata, in Ungheria, il 2 settembre 1809 e la sua salma si trova ancora oggi nella cattedrale di Nostra Signora e di Sant'Adalberto a Esztergom, nella tomba per lui realizzata dallo scultore italiano Giuseppe Pisani.

## Ascendenza
|                               |                      |                                               | Genitori                              |  |  | Nonni |  |  | Bisnonni           |  |  | Trisnonni         |  |
|                               |                      |                                               |                                       |  |  |       |  |  | Leopoldo di Lorena |  |  | Carlo V di Lorena |  |
|                               |                      |                                               |                                       |  |  |       |  |  | Leopoldo di Lorena |  |  | Carlo V di Lorena |  |
|                               |                      | Eleonora Maria Giuseppina d'Austria           |                                       |  |  |       |  |  | Leopoldo di Lorena |  |  |                   |  |
| Francesco I di Lorena         |                      |                                               |                                       |  |  |       |  |  | Leopoldo di Lorena |  |  |                   |  |
|                               |                      | Elisabetta Carlotta di Borbone-Orléans        | Filippo I di Borbone-Orléans          |  |  |       |  |  |                    |  |  |                   |  |
|                               |                      | Elisabetta Carlotta di Borbone-Orléans        | Filippo I di Borbone-Orléans          |  |  |       |  |  |                    |  |  |                   |  |
|                               |                      | Elisabetta Carlotta di Borbone-Orléans        | Elisabetta Carlotta del Palatinato    |  |  |       |  |  |                    |  |  |                   |  |
| Ferdinando d'Asburgo-Lorena   |                      | Elisabetta Carlotta di Borbone-Orléans        |                                       |  |  |       |  |  |                    |  |  |                   |  |
|                               |                      | Carlo VI d'Asburgo                            | Leopoldo I d'Asburgo                  |  |  |       |  |  |                    |  |  |                   |  |
|                               |                      | Carlo VI d'Asburgo                            | Leopoldo I d'Asburgo                  |  |  |       |  |  |                    |  |  |                   |  |
|                               |                      | Carlo VI d'Asburgo                            | Eleonora del Palatinato-Neuburg       |  |  |       |  |  |                    |  |  |                   |  |
| Maria Teresa d'Austria        |                      | Carlo VI d'Asburgo                            |                                       |  |  |       |  |  |                    |  |  |                   |  |
|                               |                      | Elisabetta Cristina di Brunswick-Wolfenbüttel | Luigi Rodolfo di Brunswick-Lüneburg   |  |  |       |  |  |                    |  |  |                   |  |
|                               |                      | Elisabetta Cristina di Brunswick-Wolfenbüttel | Luigi Rodolfo di Brunswick-Lüneburg   |  |  |       |  |  |                    |  |  |                   |  |
|                               |                      | Elisabetta Cristina di Brunswick-Wolfenbüttel | Cristina Luisa di Oettingen-Oettingen |  |  |       |  |  |                    |  |  |                   |  |
| Carlo Ambrogio d'Austria-Este |                      | Elisabetta Cristina di Brunswick-Wolfenbüttel |                                       |  |  |       |  |  |                    |  |  |                   |  |
|                               | Francesco III d'Este | Rinaldo d'Este                                |                                       |  |  |       |  |  |                    |  |  |                   |  |
|                               | Francesco III d'Este | Rinaldo d'Este                                |                                       |  |  |       |  |  |                    |  |  |                   |  |
|                               | Francesco III d'Este | Carlotta Felicita di Brunswick-Lüneburg       |                                       |  |  |       |  |  |                    |  |  |                   |  |
| Ercole III d'Este             | Francesco III d'Este |                                               |                                       |  |  |       |  |  |                    |  |  |                   |  |
|                               |                      | Carlotta Aglae di Borbone-Orléans             | Filippo II di Borbone-Orléans         |  |  |       |  |  |                    |  |  |                   |  |
|                               |                      | Carlotta Aglae di Borbone-Orléans             | Filippo II di Borbone-Orléans         |  |  |       |  |  |                    |  |  |                   |  |
|                               |                      | Carlotta Aglae di Borbone-Orléans             | Francesca Maria di Borbone-Francia    |  |  |       |  |  |                    |  |  |                   |  |
| Maria Beatrice d'Este         |                      | Carlotta Aglae di Borbone-Orléans             |                                       |  |  |       |  |  |                    |  |  |                   |  |
|                               |                      | Alderano I Cybo-Malaspina                     | Carlo II Cybo-Malaspina               |  |  |       |  |  |                    |  |  |                   |  |
|                               |                      | Alderano I Cybo-Malaspina                     | Carlo II Cybo-Malaspina               |  |  |       |  |  |                    |  |  |                   |  |
|                               |                      | Alderano I Cybo-Malaspina                     | Teresa Pamphili                       |  |  |       |  |  |                    |  |  |                   |  |
| Maria Teresa Cybo Malaspina   |                      | Alderano I Cybo-Malaspina                     |                                       |  |  |       |  |  |                    |  |  |                   |  |
|                               |                      | Ricciarda Gonzaga di Novellara                | Camillo II Gonzaga di Novellara       |  |  |       |  |  |                    |  |  |                   |  |
|                               |                      | Ricciarda Gonzaga di Novellara                | Camillo II Gonzaga di Novellara       |  |  |       |  |  |                    |  |  |                   |  |
|                               |                      | Ricciarda Gonzaga di Novellara                | Matilde d'Este                        |  |  |       |  |  |                    |  |  |                   |  |
|                               |                      | Ricciarda Gonzaga di Novellara                |                                       |  |  |       |  |  |                    |  |  |                   |  |

## Genealogia episcopale e successione apostolica
La genealogia episcopale è:
- Cardinale Scipione Rebiba
- Cardinale Giulio Antonio Santori
- Cardinale Girolamo Bernerio, O.P.
- Arcivescovo Galeazzo Sanvitale
- Cardinale Ludovico Ludovisi
- Cardinale Luigi Caetani
- Cardinale Ulderico Carpegna
- Cardinale Paluzzo Paluzzi Altieri degli Albertoni
- Cardinale Flavio Chigi
- Papa Clemente XII
- Cardinale Giovanni Antonio Guadagni, O.C.D.
- Cardinale Christoph Anton von Migazzi von Waal und Sonnenthurn
- Cardinale József Batthyány
- Arcivescovo Ferenc Fuchs
- Arcivescovo István Fischer de Nagy
- Arcivescovo Carlo Ambrogio d'Asburgo-Este

La successione apostolica è:
- Vescovo Jozef Kluch (1808)
- Vescovo László Kámánházy (1808)
- Vescovo Pál Rosos (1808)
- Vescovo Karol Perényl (1808)